# Pura Taman Ayun
O Templo Taman Ayun (em balinês: Pura Taman Ayun) é um pura ( templo hindu balinês) situado na ilha do Bali, Indonésia, no kabupaten (regência) de Badung, junto à aldeia de  Mengwi, 8 km a sudoeste de Ubud e 18 km a noroeste de Dempassar.
Segundo alguns autores, Taman Ayun significa "jardim belo"; segundo outros, Pura Taman Ayun significa "templo-jardim na água". O templo é frequentemente considerado um dos mais belos do Bali. Situa-se numa ilha fluvial no meio de um parque com lagos, árvores floridas e de fruto. Começou a ser construído em 1634 pelo rei de Mengwi I Gusti Agung Putu. É um Pura Kawiten ("templo de família") onde são venerados os monarcas deificados da dinastia e outros deuses.

## Descrição
O templo está rodeado por canais largos e só é acessível por uma ponte que conduz a um candi bentar (porta monumental semelhante a um templo em forma de torre no qual foi aberta uma passagem de alto a baixo) profusamente decorado, que dá acesso ao jaba pisan (pátio exterior). Dessa porta parte um caminho pavimentado que atravessa um jardim. Ao centro deste jardim há um tanque quadrado com uma fonte no meio. A fonte tem nove repuxos, um ao centro, quatro orientados segundo os pontos cardeais e os restantes orientados segundo os pontos colaterais. A fonte simboliza os Dewa Nawa Sanga, os nove deuses principais do  hinduísmo balinês.
O caminho segue até outro candi bentar, que dá para o jaba tengah, um segundo pátio, mais elevado. No centro do jaba tengah encontra-se o jaba jero, um pátio rodeado de muros que é a área mais sagrado do pura, onde se situam os santuários mais importantes. Dentro do jaba jero destacam-se vários pelinggihs meru (ou torres Meru, com vários telhados sobrepostos, que representam o monte Meru da mitologia hindu) com cinco, sete, nove e onze telhados. O jaba jero só está aberto a hindus e apenas durante cerimónias religiosas importantes, como o odalan (dia em que se comemora a inauguração do templo). O odalan tem lugar a cada 210 dias (anualmente segundo o calendário pawukon), na terça-feira da semana Medangsia daquele calendário balinês. As cerimónias do odalan prolongam-se durante vários dias.